# Dragovac (Bojnik)
Dragovac (Bojnik) (em cirílico: Драговац) é uma vila da Sérvia localizada no município de Bojnik, pertencente ao distrito de Jablanica, na região de Pusta Reka. A sua população era de 889 habitantes segundo o censo de 2002.

## Demografia
| 1948 | 1953 | 1961 | 1971 | 1981 | 1991  | 2002  | 2011 |
| ---- | ---- | ---- | ---- | ---- | ----- | ----- | ---- |
| 674  | 743  | 785  | 988  | 949  | 1 013 | 1 005 | 889  |